# Аль-Монитор
«Аль-Монитор» (англ. Al Monitor) — англоязычное интернет-СМИ, запущенное в феврале 2012 года Джамалем Даниэлем. Базируется в Вашингтоне, США. Издание специализируется на репортажах и аналитических материалах о событиях на Ближнем Востоке. Редакция использует как оригинальные тексты своих авторов, так и переводные материалы от медиапартнеров. Среди медиапартнеров издания — Едиот Ахронот, Аль-Хаят, Миллиет, «Эль Кабар», «Азаман», «Калькалист», «Аль-Кабас», «Ан-Нахар», «Ас-Сафир», «Аль-Иктисад Валь-Амаль», «Абертюрк», «Радикал», «Сабах», «Тараф», «Аль-Халидж» и «Аль-Тагир».

## История и структура
«Аль-Монитор» был запущен 13 февраля 2012 года. Руководящим органом высшего порядка интернет-издания является Совет, состоящий из ученых, журналистов и представителей бизнеса. Его члены:
- Джамал Даниэль — создатель «Аль-Монитор»
- Симон Айят — управляющий вице-президент, CFO Schlumberger
- Тони Чейс — член совета директоров, CEO ChaseSource
- Джоанна Хитчкок — бывший директор UT Press
- Нассиф Хитти — сотрудник Лиги Арабских государств, экс-глава миссии ЛАГ в Париже, постоянный представитель ЛАГ в ЮНЕСКО
- Давид Либрон — президент Университета Райса
- Эндрю Парасилити — корпорация RAND
- Пол Салем — вице-президент MEI
- Денис Симано — член совета директоров Engie
- Джон Саломон — редактор и вице-президент по контенту и развитию бизнеса The Washington Times
- Джейсон Вудс — операционный директор «Аль-Монитор»

## Контент
«Аль-Монитор» специализируется на репортажных и аналитических статьях от журналистов и экспертов по Ближнему Востоку. Также на сайте издания появляются мультимедийные спецпроекты и фоторепортажи. Фокус сделан на несколько региональных секций («Аль-Монитор» называет их «пульсами») — Египет, Персидский залив, Иран, Ирак, Израиль, Ливан, Палестина, Сирия, Турция. Отдельная секция посвящена отношениям России со странами Ближнего Востока. Материалы публикуются на английском, арабском, турецком языках и иврите.
В разное время над материалами для издания работали такие журналисты, как Султан аль-Касеми, колумнист из ОАЭ (The National), фигурант списка журнала Time «140 лучших твиттер-аккаунтов 2011 года»; Барбара Слэйвин, бывший дипломатический корреспондент USA Today, старший сотрудник The Atlantic Council; Лора Розен, бывший репортёр отдела мировой политики Politico, Foreign Policy и Yahoo; Мадави аль-Рашид, профессор социальной антропологии в Королевском колледже в Лондоне, влиятельный политический аналитик Басим Сабри, Акива Эльдар, политический колумнист из Израиля и журналистка из Палестины Асма аль-Гуль.
На сайте издания появлялись интервью с различными мировыми политиками. Например, с экс-первым заместителем госсекретаря США У. Дж. Бёрнсом, бывшим директором Государственного Департамента США Анной-Марией Слотер, экс-сенатором Чаком Хейглом, а также бывшим кандидатом в президенты Палестинской автономии Мустафой Баргути.

## Восприятие и критика
В январе 2013 года журналист The Independent Ян Баррел назвал «Аль-Монитор» «амбициозным сайтом, который собирает комментарии влиятельных авторов со всего региона». В 2014 году Международный институт прессы наградил издание наградой Free Media Pioneer, указав на то, что их «несравненные репортажи и аналитика служат примером того, какую бесценную роль могут играть инновационные и решительно независимые медиа во времена перемен и переворотов».
В июле 2013 года турецкий журналист «Аль-Монитор» Кадри Гурсель получил награду Press Freedom от турецкой ассоциации журналистов. Гурсель стал свидетелем демонстраций на площади Таксим и в парке Гези. Репортажи журналиста оказались настолько детальными и глубокими, что Комитет Палаты представителей США по иностранным делам отправил журналисту запрос на участие в обсуждении последствий гражданской активности для демократии Турции.
Вместе с тем некоторые эксперты обвиняют «Аль-Монитор» в поддержке информационной повестки, тон которой задают правительства Ирана и Сирии, а также Хезболла. В 2011 году Джамал Даниэль приобрел 20 % газеты «Ас-Сафир», которую журналисты New York Times назвали «проасадовской ливанской газетой». Самого Даниэля связывают с бывшим сирийским министром Валидом аль-Муаллемом, который был послом Сирии в США.